# Radikal 44
Das Radikal 44 mit der Bedeutung „Leichnam, Körper“ ist eines von 31 traditionellen Radikalen der chinesischen Schrift, die aus drei Strichen bestehen. 
Das Zeichen ist ähnlich dem Zhuyinzeichen ㄕ [ʂ].
Abgesehen von der Bedeutung Leichnam, werden Zeichenverbindungen zur Darstellung sehr lebensbedeutsamer Zusammenhänge verwendet. So bedeuten die Zeichenverbindungen mit Wasser unter dem Körper 尿 miktieren, und mit Reis unter dem Körper 屎 defäkieren.  
Ein anderes Zeichen für Körper ist Radikal 158 身.

## Schriftzeichenverbindungen, die vom Radikal 44 regiert werden
| Striche | Zeichen                    |
| ------- | -------------------------- |
| +0      | 尸                         |
| +01     | 尹 尺                      |
| +02     | 尻 尼                      |
| +03     | 尽                         |
| +04     | 尾 尿 局 屁 层 屃          |
| +05     | 屄 居 屆 屇 屈 屉 届       |
| +06     | 屋 屌 屍 屎                |
| +07     | 屐 屑 屒 屓 屔 展 屖 屗 屘 |
| +08     | 屏 屙 屚 屛 屜 屝 屠       |
| +09     | 属 屟 屡                   |
| +11     | 屢 屣 層                   |
| +12     | 履 屦 屧                   |
| +14     | 屨                         |
| +15     | 屩 屪                      |
| +16     | 屫                         |
| +18     | 屬                         |
| +21     | 屭                         |

 Im Unicodeblock Kangxi-Radikale ist das Radikal 44 unter der Codepointnummer 12.075 (U+2F2B) codiert.